# Danival Milagres Coelho
Danival Milagres Coelho (Senhora dos Remédios, 4 de setembro de 1976) é um prelado brasileiro da Igreja Católica, bispo auxiliar da Arquidiocese de Goiânia.

## Biografia
Ingressou no seminário menor Nossa Senhora da Assunção, da arquidiocese de Mariana, em 1992. Formou-se em licenciatura em filosofia (1995 a 1997) e em teologia (1998 a 2001) no Seminário maior de São José, na arquidiocese de Mariana. Entre 2005 e 2008, fez o mestrado em teologia bíblica pela Pontifícia Universidade Gregoriana, em Roma.
Recebeu a ordenação diaconal em 10 de novembro de 2001, por Dom Luciano Pedro Mendes de Almeida, S.J. e recebeu a ordenação presbiteral em 29 de junho de 2002, em Senhora dos Remédios, também por Dom Luciano, sendo incardinado na arquidiocese de Mariana.
Em sua atuação pastoral, foi diretor espiritual do Propedêutico (2002 a 2005) e colaborador na paróquia São José Operário, em Barbacena (2002), pároco da paróquia de Sant’ana, em Carandaí, de 2002 a 2005, Coordenador arquidiocesano da Pastoral Vocacional (2002 a 2005), diretor espiritual (entre 2009 e 2011) e diretor acadêmico (entre 2011 e 2015) do Seminário São José, no Instituto de Teologia, além de diretor do Seminário São José, no Instituto de Filosofia, entre 2015 e 2017.
Foi, na arquidiocese de Mariana, ocupante de diversas funções, como vigário paroquial da paróquia Nossa Senhora do Pilar, de 2009 a 2017, coordenador arquidiocesano da Pastoral Universitária (2016 a 2019), representante arquidiocesano dos presbíteros (2019-2020), além de pároco da paróquia Nossa Senhora da Piedade, em Barbacena, desde 2017 até 2024. Também foi professor de Sagrada Escritura no Seminário São José, vigário-geral para o clero, desde 2019 a 2024, além de membro do Conselho Presbiteral, do Conselho Episcopal e do Colégio dos Consultores.
Em 2 de fevereiro de 2024, o Papa Francisco o nomeou como bispo auxiliar de Goiânia, atribuindo a sé titular de Vatarba. A ordenação episcopal ocorreu em 6 de abril, na Basílica de São José Operário em Barbacena, dada por Dom João Justino de Medeiros Silva, arcebispo de Goiânia, coadjuvado por Dom Airton José dos Santos, arcebispo de Mariana, e por Dom Walter Jorge Pinto, bispo de União da Vitória.